# Mertensophryne loveridgei
Mertensophryne loveridgei es una especie de anfibios de la familia Bufonidae. Es endémica de Tanzania.
Su hábitat natural incluye bosques secos tropicales o subtropicales y sabanas húmedas.